# Europejska Nagroda Muzyczna MTV dla najlepszego wykonawcy hard-rock
Europejska Nagroda Muzyczna MTV dla najlepszego wykonawcy hard-rock - nagroda przyznawana przez redakcję MTV Europe podczas corocznego rozdania MTV Europe Music Awards. Nagrodę dla najlepszego wykonawcy muzyki hard-rock po raz pierwszy i dotychczas jedyny raz przyznano w 2002 r. O zwycięstwie decydują widzowie za pomocą głosowania internetowego i telefonicznego (smsowego).

## Nominowani artyści i zwycięzcy

### 2002
- Linkin Park
  - Korn
  - P.O.D.
  - Puddle of Mudd
  - System of a Down